# Collegio elettorale di Paola (Camera dei deputati)
Il collegio di Paola fu un collegio elettorale uninominale della Repubblica Italiana per l'elezione della Camera dei deputati. Apparteneva alla circoscrizione Calabria e fu utilizzato per eleggere un deputato nella XII, XIII e XIV legislatura.
Venne istituito nel 1993 con la cosiddetta Legge Mattarella (Legge n. 277, Nuove norme per l'elezione della Camera dei deputati), attuata in seguito al referendum abrogativo del 1993. La legge istituì per la Camera dei deputati e per il Senato della Repubblica un sistema di elezione misto, in parte maggioritario e in parte proporzionale. Il 75% dei parlamentari dell'assemblea veniva eletto in collegi uninominali tramite sistema maggioritario a turno unico; il restante 25% alla Camera veniva eletto tramite sistema proporzionale con liste bloccate.
Il collegio venne abolito insieme a tutti gli altri che costituivano la Camera con la promulgazione della legge elettorale successiva, la cosiddetta Legge Calderoli. Questa prevedeva un sistema proporzionale con premio di maggioranza, che alla Camera veniva attribuito a livello nazionale.

## Territorio
Il collegio di Paola era uno dei 17 collegi uninominali in cui era suddivisa la Calabria e, come previsto dal D.Lgs. del 20 dicembre 1993 n. 536, era interamente compreso nella provincia di Cosenza e comprendeva i seguenti comuni: Acquappesa, Aieta, Amantea, Belmonte Calabro, Belvedere Marittimo, Bonifati, Buonvicino, Cetraro, Cleto, Diamante, Falconara Albanese, Fiumefreddo Bruzio, Fuscaldo, Grisolia, Guardia Piemontese, Longobardi, Maierà, Orsomarso, Paola, Praia a Mare, San Lucido, San Nicola Arcella, San Pietro in Amantea, Sangineto, Santa Domenica Talao, Santa Maria del Cedro, Scalea, Serra d'Aiello, Tortora e Verbicaro.

## Eletti
| Elezione | Elezione                 | Deputato           | Partito                    |
| -------- | ------------------------ | ------------------ | -------------------------- |
|          | 1994                     | Alessandro Bergamo | Polo del Buon Governo (FI) |
| 1996     | Polo per le Libertà (FI) | Alessandro Bergamo |                            |
|          | 2001                     | Jole Santelli      | Casa delle Libertà (FI)    |

## Dati elettorali

### XII legislatura

#### Risultati proporzionale
| Coalizioni        | Coalizioni                                | Liste                                     | Liste                                     | Voti   | %     |
| ----------------- | ----------------------------------------- | ----------------------------------------- | ----------------------------------------- | ------ | ----- |
|                   | Polo del Buon Governo                     |                                           | Forza Italia                              | 17.985 | 24,66 |
|                   | Polo del Buon Governo                     | Alleanza Nazionale                        | 10.994                                    | 15,04  |       |
| Totale coalizione | Totale coalizione                         | 28.979                                    | 39,70                                     |        |       |
|                   | Progressisti                              |                                           | Partito Democratico della Sinistra        | 11.557 | 15,85 |
|                   | Progressisti                              | Rifondazione Comunista                    | 6.187                                     | 8,48   |       |
|                   | Progressisti                              | Partito Socialista Italiano               | 3.488                                     | 4,78   |       |
|                   | Progressisti                              | Federazione dei Verdi                     | 1.919                                     | 2,63   |       |
|                   | Progressisti                              | Movimento per la Democrazia - La Rete     | 1.114                                     | 1,53   |       |
|                   | Progressisti                              | Alleanza Democratica                      | 815                                       | 1,12   |       |
| Totale coalizione | Totale coalizione                         | 25.080                                    | 34,39                                     |        |       |
|                   | Patto per l'Italia                        |                                           | Partito Popolare Italiano                 | 11.218 | 15,38 |
|                   | Patto per l'Italia                        | Patto Segni                               | 5.390                                     | 7,39   |       |
| Totale coalizione | Totale coalizione                         | 16.608                                    | 22,77                                     |        |       |
|                   | Socialdemocrazia                          | Socialdemocrazia                          | Socialdemocrazia                          | 659    | 0,90  |
|                   | Liberal Democratici Europei               | Liberal Democratici Europei               | Liberal Democratici Europei               | 353    | 0,48  |
|                   | Unione Mediterranea                       | Unione Mediterranea                       | Unione Mediterranea                       | 347    | 0,48  |
|                   | Movimento Liberaldemocratico e Socialista | Movimento Liberaldemocratico e Socialista | Movimento Liberaldemocratico e Socialista | 288    | 0,39  |
|                   | Movimento Cristiano Veritas               | Movimento Cristiano Veritas               | Movimento Cristiano Veritas               | 213    | 0,29  |
|                   | Movimento Meridionale                     | Movimento Meridionale                     | Movimento Meridionale                     | 176    | 0,27  |
|                   | Idea Città                                | Idea Città                                | Idea Città                                | 137    | 0,19  |
| Totale            | Totale                                    | Totale                                    | Totale                                    | 72.931 |       |

#### Risultati uninominale
|                               | Alessandro Bergamo ✔️ Eletto | Polo del Buon Governo (FI - AN - CCD - UDC - PLD) | 27 204 | 36,35 |  |  |  |  |  |
|                               | Elio Veltri                  | Progressisti                                      | 22 876 | 30,57 |  |  |  |  |  |
|                               | Vito Napoli                  | Patto per l'Italia                                | 12 875 | 17,21 |  |  |  |  |  |
|                               | Vincenzo Cesareo             | Movimento Federalista Calabria Libera             | 10 987 | 14,68 |  |  |  |  |  |
|                               | Elena Ricucci                | Liberal Democratici Europei                       | 889    | 1,19  |  |  |  |  |  |
| Totale                        | Totale                       | Totale                                            | 74 831 | 100   |  |  |  |  |  |
|                               |                              |                                                   |        |       |  |  |  |  |  |
| Fonte: Ministero dell'interno |                              |                                                   |        |       |  |  |  |  |  |

### XIII legislatura

#### Risultati proporzionale
| Coalizioni        | Coalizioni                         | Liste                                     | Liste                              | Voti   | %     |
| ----------------- | ---------------------------------- | ----------------------------------------- | ---------------------------------- | ------ | ----- |
|                   | Polo per le Libertà                |                                           | Forza Italia                       | 16.147 | 22,42 |
|                   | Polo per le Libertà                | Alleanza Nazionale                        | 15.932                             | 22,12  |       |
|                   | Polo per le Libertà                | CCD-CDU                                   | 8.413                              | 11,68  |       |
| Totale coalizione | Totale coalizione                  | 40.492                                    | 56,22                              |        |       |
|                   | L'Ulivo                            |                                           | Partito Democratico della Sinistra | 10.728 | 14,89 |
|                   | L'Ulivo                            | Popolari per Prodi (PPI-SVP-PRI-UD-Prodi) | 5.432                              | 7,54   |       |
|                   | L'Ulivo                            | Rinnovamento Italiano                     | 3.305                              | 4,59   |       |
|                   | L'Ulivo                            | Federazione dei Verdi                     | 1.825                              | 2,53   |       |
| Totale coalizione | Totale coalizione                  | 21.290                                    | 29,55                              |        |       |
|                   | Progressisti                       |                                           | Rifondazione Comunista             | 6.388  | 8,87  |
|                   | Movimento Sociale Fiamma Tricolore | Movimento Sociale Fiamma Tricolore        | Movimento Sociale Fiamma Tricolore | 1.488  | 2,07  |
|                   | Partito Socialista                 | Partito Socialista                        | Partito Socialista                 | 1.123  | 1,56  |
|                   | Lista Pannella - Sgarbi            | Lista Pannella - Sgarbi                   | Lista Pannella - Sgarbi            | 1.052  | 1,46  |
|                   | Rinnovamento                       | Rinnovamento                              | Rinnovamento                       | 199    | 0,28  |
| Totale            | Totale                             | Totale                                    | Totale                             | 72.032 |       |

#### Risultati uninominale
|                               | Alessandro Bergamo ✔️ Eletto | Polo per le Libertà | 36 136 | 49,88 |  |  |  |  |  |
|                               | Giuseppe Mistorni            | L'Ulivo             | 32 938 | 45,47 |  |  |  |  |  |
|                               | Cisberto Bruzzese            | Fiamma Tricolore    | 3 370  | 4,65  |  |  |  |  |  |
| Totale                        | Totale                       | Totale              | 72 444 | 100   |  |  |  |  |  |
|                               |                              |                     |        |       |  |  |  |  |  |
| Fonte: Ministero dell'interno |                              |                     |        |       |  |  |  |  |  |

### XIV legislatura

#### Risultati proporzionale
| Coalizioni        | Coalizioni              | Liste                                 | Liste                   | Voti   | %     |
| ----------------- | ----------------------- | ------------------------------------- | ----------------------- | ------ | ----- |
|                   | Casa delle Libertà      |                                       | Forza Italia            | 23.948 | 32,60 |
|                   | Casa delle Libertà      | Alleanza Nazionale                    | 10.304                  | 14,03  |       |
|                   | Casa delle Libertà      | CCD-CDU                               | 3.582                   | 4,88   |       |
|                   | Casa delle Libertà      | Nuovo PSI                             | 1.924                   | 2,62   |       |
| Totale coalizione | Totale coalizione       | 39.758                                | 54,13                   |        |       |
|                   | L'Ulivo                 |                                       | Democratici di Sinistra | 9.211  | 12,54 |
|                   | L'Ulivo                 | La Margherita (Dem - PPI - RI- UDEUR) | 8.226                   | 11,20  |       |
|                   | L'Ulivo                 | Il Girasole (FdV - SDI)               | 3.032                   | 4,13   |       |
|                   | L'Ulivo                 | Comunisti Italiani                    | 1.304                   | 1,77   |       |
| Totale coalizione | Totale coalizione       | 21.773                                | 29,64                   |        |       |
|                   | Rifondazione Comunista  | Rifondazione Comunista                | Rifondazione Comunista  | 3.794  | 5,16  |
|                   | Lista Di Pietro         | Lista Di Pietro                       | Lista Di Pietro         | 2.754  | 3,75  |
|                   | Democrazia Europea      | Democrazia Europea                    | Democrazia Europea      | 2.748  | 3,74  |
|                   | Lista Pannella - Bonino | Lista Pannella - Bonino               | Lista Pannella - Bonino | 1.500  | 2,04  |
|                   | Fiamma Tricolore        | Fiamma Tricolore                      | Fiamma Tricolore        | 961    | 1,31  |
|                   | Paese Nuovo             | Paese Nuovo                           | Paese Nuovo             | 103    | 0,14  |
|                   | Abolizione scorporo     | Abolizione scorporo                   | Abolizione scorporo     | 77     | 0,10  |
| Totale            | Totale                  | Totale                                | Totale                  | 73.468 |       |

#### Risultati uninominale
|                               | Jole Santelli ✔️ Eletta | Casa delle Libertà | 35 982 | 47,60 |  |  |  |  |  |
|                               | Mario Pirillo           | L'Ulivo            | 29 964 | 39,64 |  |  |  |  |  |
|                               | Pier Luigi Misasi       | Democrazia Europea | 5 653  | 7,48  |  |  |  |  |  |
|                               | Domenico Bruni          | Lista Di Pietro    | 2 456  | 3,25  |  |  |  |  |  |
|                               | Marco Marchese          | Lista Emma Bonino  | 1 543  | 2,04  |  |  |  |  |  |
| Totale                        | Totale                  | Totale             | 75 598 | 100   |  |  |  |  |  |
|                               |                         |                    |        |       |  |  |  |  |  |
| Fonte: Ministero dell'interno |                         |                    |        |       |  |  |  |  |  |